# 武田政綱
武田 政綱（たけだ まさつな）は、鎌倉時代中期の武将。北条氏得宗家被官である御内人。甲斐源氏武田氏一族で石和流武田氏の祖。『吾妻鏡』の1263年の記述では「政直」と呼称されているが、これは著者の誤記と言われる。

## 略歴
『吾妻鏡』では、政綱は仁治から弘長年間に活動しており、その事績は鶴岡八幡宮放生会の供奉人や弓始、笠懸における射手としての活動に集中する。建長3年（1251年）正月、弓始の儀式で射手を務める。同年8月、犬追物、笠懸の射手を担当。弘長元年（1261年）、笠懸を披露する北条時宗のために的を拵える。同3年11月22日（1263年12月24日）、北条時頼の臨終の際、最後の看病を許された得宗被官7人の中に政綱の名が見える。
兄の信時は安芸国守護となり甲斐国から移住するが、政綱は甲斐に残留し、石和を本拠として石和流武田氏の祖となった。なお、黒田基樹は「石和三郎」は祖父である信光以来の名乗りであり、信時流が惣領を継承したものの、政綱流も北条氏と結びつくことで惣領家から自立して「甲斐武田氏」を形成したとする。
鎌倉時代末期には、曾孫の政義が甲斐守護となっているが、南北朝期には兄の信時流武田氏の当主武田信武が甲斐へ再土着し、室町期に甲斐守護を継承し戦国大名化した武田宗家となり、信玄の代に至る。